# Giuseppe Loretz
Giuseppe Loretz (Milano, 4 marzo 1860 – Torino, 15 gennaio 1944) è stato un ciclista su strada italiano.
Fu il primo vincitore dei Campionati italiani su strada (o "Campionati di resistenza"), nel 1885, quando, da dipendente della Pirelli, montando un biciclo equipaggiato con le gomme prodotte dalla sua società, si impose sul percorso Milano-Cremona-Milano di 160 km; fu inoltre secondo nel 1886, alle spalle di Geo Davidson.
La sua attività agonistica è documentata dal 1884 al 1888.

## Palmarès
- 1885

Campionati italiani, Prova in linea